# Stazione di Monte Giordano
La stazione di Monte Giordano è una stazione ferroviaria posta sulla linea Taranto-Reggio di Calabria. Serve il centro abitato di Montegiordano. L'impianto risulta privo di traffico dal giugno 2016.